# کوپر یونیون

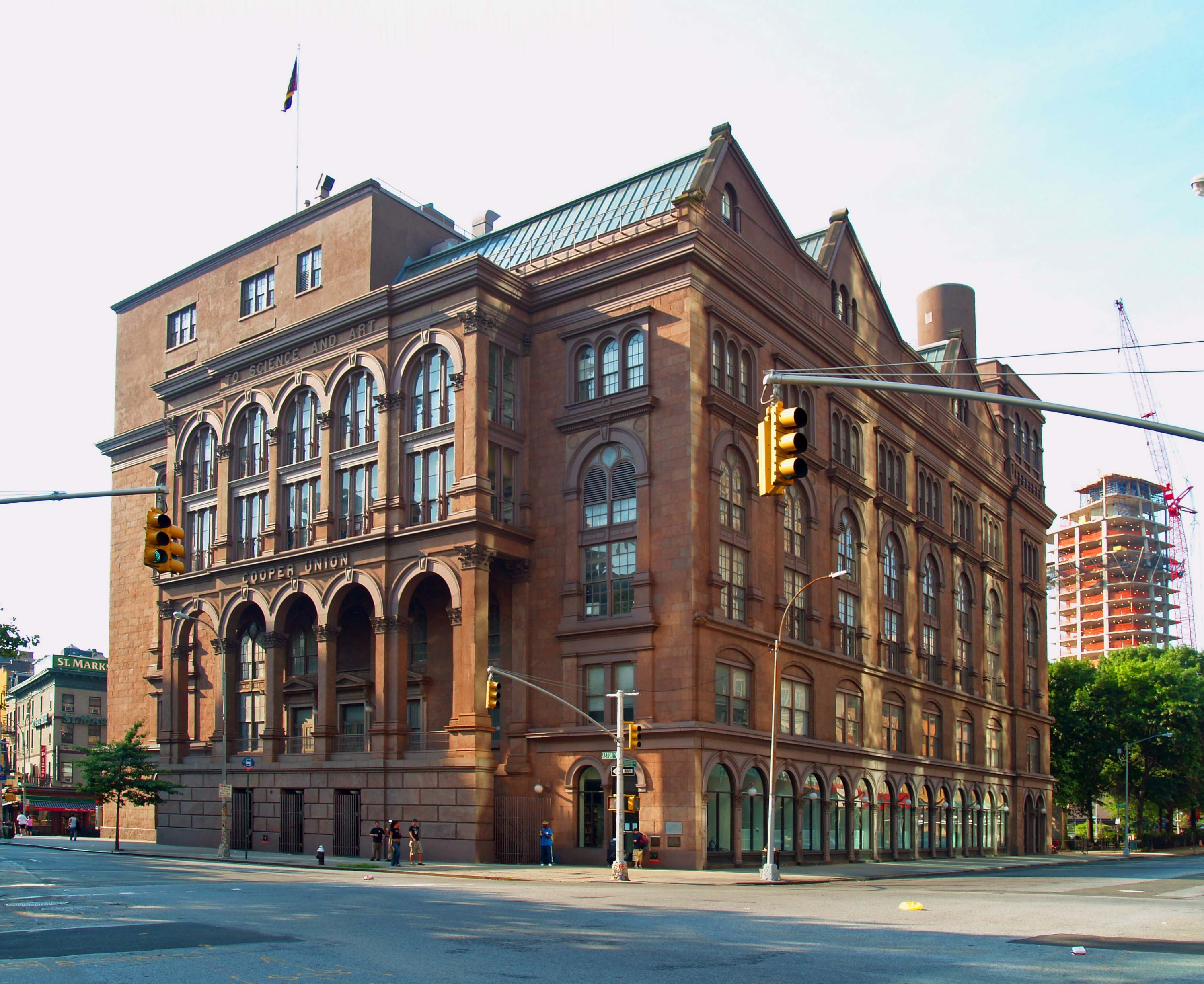
ساختمان کالج

کالج کوپر یونیون یا با نام کامل کوپر یونیون برای پیشرفت علم و هنر (به انگلیسی: The Cooper Union for the Advancement of Science and Art) کالجی خصوصی در میدان کوپر شهر نیویورک است. نخستین شالوده‌های آن در سال ۱۸۳۰ و توسط پیتر کوپر بنیان نهاده شدند.او که همان سال در مورد اکول پلی تکنیک فرانسه و حمایت مالی از آن چیزهایی فهمیده بود در سال ۱۸۵۹، مدرسه کوپر یونیون را تأسیس کرد. اما نخستین برنامه جامعه تحصیلی آن برای مقطع کارشناسی در سال ۱۹۰۲ تدوین شد.
بنیان مدرسه بر مدل تازه و رادیکالی از شیوهٔ آموزش آمریکایی بود که خود پیتر کوپر مبدع آن بود. این کالج شامل سه مدرسه است: مدرسه معماری ایروین اس. چانین، مدرسه هنر و مدرسه مهندسی آلبرت نرکن.